# … aber das Fleisch ist schwach
… aber das Fleisch ist schwach (Originaltitel: Sadie Thompson) ist ein US-amerikanischer Spielfilm mit Gloria Swanson unter der Regie von Raoul Walsh aus dem Jahr 1928. Der Stummfilm basiert auf dem gleichnamigen Bühnenstück, das Motive von Somerset Maughams Erzählung Miss Thompson aufnimmt.

## Handlung
Sadie Thompson ist in Pago Pago gestrandet. Die junge Frau vertreibt sich die Zeit mit Flirts und Liebschaften. Ihr Treiben erregt das Missfallen des bigotten, selbstgerechten Reverend Alfred Davidson, der mit seiner devoten Ehefrau durch die Südsee zieht, um das Evangelium zu predigen. Davidson hat es sich zum Ziel gesetzt, Sadie, die in seinen Augen eine verkommene Frau und eine verlorene Seele ist, moralisch zu retten. Sadie weist den Missionar, der ihr gegenüber nicht nur ehrbare Absichten zu verfolgen scheint, brüsk ab. In der Zwischenzeit lernt Sadie den freundlichen Offizier O’Hara kennen und lieben. Beide wollen heiraten. Davidson, dem es gelingt, Sadie in eine Art religiösen Wahn zu versetzen, verliert den Verstand und versucht, Sadie zu vergewaltigen. Er begeht danach Selbstmord. Sadie und O’Hara beginnen einen neuen Lebensabschnitt.

## Hintergrund
Gloria Swanson war Mitte der 1920er Jahre durch eine Reihe von Filmen, die sie meist in romantischen Verwicklungen zeigten, zum größten Star der Paramount Studios aufgestiegen. Ein Angebot des Studios, ihren 1926 auslaufenden Vertrag für eine garantierte Wochengage von 22.500 Dollar zu verlängern, lehnte Swanson ab. Sie entschied sich, nach dem Vorbild von Norma Talmadge und Mary Pickford ihre eigene Produktionsgesellschaft zu gründen und die Filme über United Artists in den Verleih zu bringen. Das erste Projekt, The Loves of Sunja, war nur leidlich erfolgreich, und Swanson beschloss, mit einer dramatischen Rolle ihre Fans zurückzugewinnen. 
Der Film basiert auf dem Stück Rain, das im November 1923 am Broadway Premiere hatte und es mit Jeanne Eagels auf insgesamt 256 Aufführungen brachte. Schon ein Jahr später kam es zu einer Wiederaufführung mit Eagels, die für insgesamt 648 Aufführungen lief. 1935 übernahm Tallulah Bankhead den Part in einem erneuten Revival, nachdem sie in dieser Rolle bereits in den 1920ern mit großem Erfolg in London auf der Bühne gestanden hatte. 1932 wurde der Stoff unter dem Titel Rain mit Joan Crawford neu verfilmt, floppte jedoch an der Kinokasse. 1953 übernahm Rita Hayworth die Titelrolle in einer dritten Verfilmung, die in Deutschland mit dem Titel Fegefeuer in die Kinos kam.
Nach Gloria Swansons Tod 1983 wurde in ihrem Nachlass eine Kopie des Films entdeckt. Zuvor galt er als verschollen. Die letzte Rolle (ungefähr 20 Minuten) war allerdings nicht mehr vorführbar. Das fehlende Material wurde durch Standfotos und Aufnahmen der Version von 1932 ersetzt.

## Auszeichnungen
Bei der ersten Oscarverleihung 1929 war der Film in zwei Kategorien nominiert: 
- Beste Darstellerin (Gloria Swanson)
- Beste Kamera (George Barnes, der die Nominierung darüber hinaus für seine Arbeit an The Devil Dancer und The Magic Flame erhielt)